# Robert Edward Difenderfer
Robert Edward Difenderfer (* 7. Juni 1849 in Lewisburg, Pennsylvania; † 25. April 1923 in Philadelphia, Pennsylvania) war ein US-amerikanischer Politiker. Zwischen 1911 und 1915 vertrat er den Bundesstaat Pennsylvania im US-Repräsentantenhaus.

## Werdegang
Robert Difenderfer besuchte die öffentlichen Schulen seiner Heimat und studierte danach Zahnmedizin. Nach seiner Zulassung als Zahnarzt praktizierte er 14 Jahre lang in den Städten Lewisburg und Pottsville in diesem Beruf. Anschließend ging er nach China, wo er in Tianjin eine Wollfabrik gründete und leitete. Im August 1900 kehrte er nach Pennsylvania zurück und betätigte sich dort im Holzhandel. Politisch wurde er Mitglied der Demokratischen Partei.
Bei den Kongresswahlen des Jahres 1910 wurde Difenderfer im achten Wahlbezirk von Pennsylvania in das US-Repräsentantenhaus in Washington, D.C. gewählt, wo er am 4. März 1911 die Nachfolge des Republikaners Irving Price Wanger antrat. Nach einer Wiederwahl konnte er bis zum 3. März 1915 zwei Legislaturperioden im Kongress absolvieren. Während dieser Zeit wurden der 16. und der 17. Verfassungszusatz ratifiziert.
1914 wurde Difenderfer von seiner Partei nicht mehr zur Wiederwahl nominiert. In den Jahren 1916 und 1918 strebte er erneut erfolglos die demokratische Nominierung für die jeweiligen Kongresswahlen an. Ansonsten arbeitete er unter anderem im Süßwarenhandel. Er starb am 25. April 1923 in Philadelphia.